# HIOKI E.E. Corporation

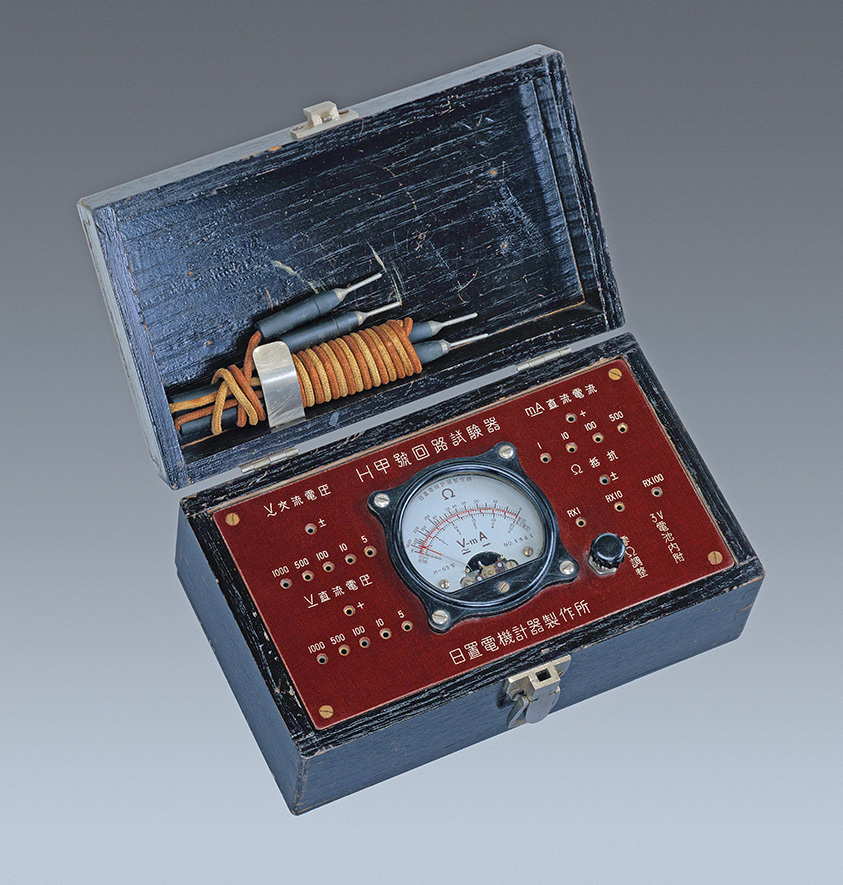
Erster Stromprüfer der HIOKI E.E. Corporation aus dem Jahr 1946

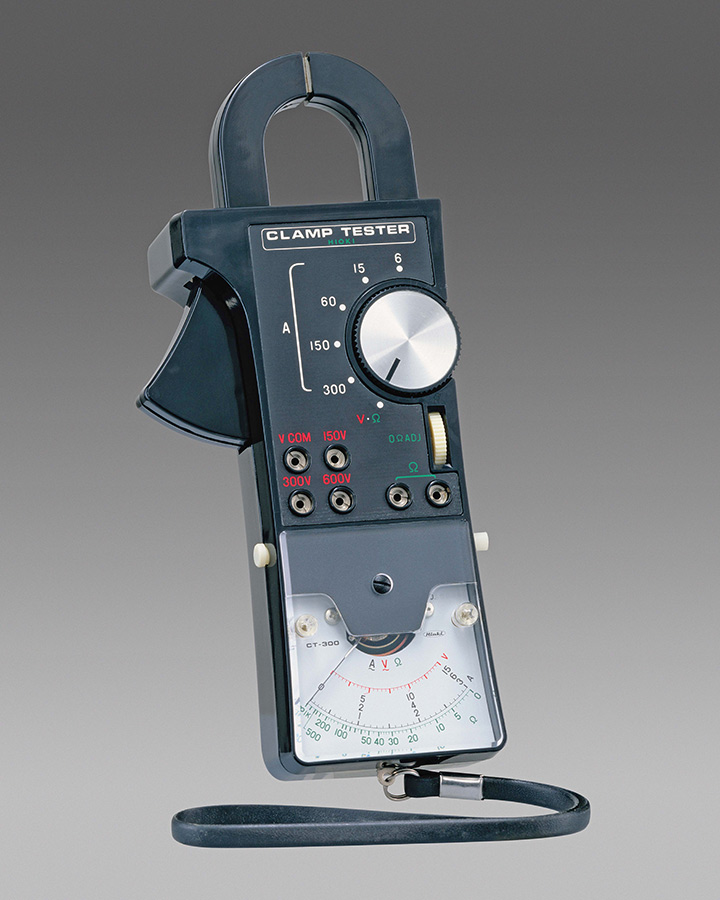
Erstes Zangenmeter von HIOKI mit kontaktlosem Stromsensor aus dem Jahr 1971

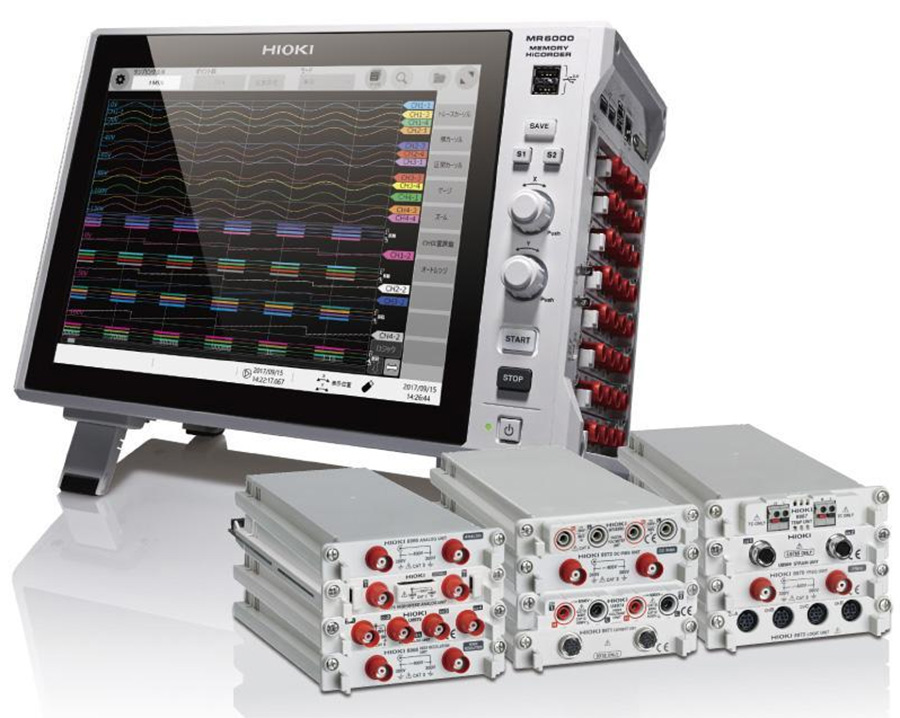
Memory-Recorder MR6000 von HIOKI aus dem Jahr 2018

Die HIOKI E.E. Corporation (englisch für japanisch 日置電機株式会社 Hioki denki kabushiki-gaisha) ist ein weltweit tätiges, börsennotiertes Unternehmen im Bereich der Stromsensorik, der Leistungsanalyse und der Batteriemesstechnik. Gegründet wurde HIOKI im Jahr 1935 in Japan. Der Sitz des Unternehmens befindet sich in Ueda in Nagano, das südöstlich von Nagano-shi am Shikuma-Fluss liegt. Weltweit beschäftigt HIOKI aktuell mehr als 1.000 Mitarbeiter in 10 Hauptniederlassungen. Die Herstellung der über 200 Hauptprodukte erfolgt nahezu vollständig in Japan.

## Geschichte
Firmengründer Mizo Hioki begann im Jahr 1935 mit der Fertigung elektrischer Messgeräte und gründete drei Jahre später das Unternehmen HIOKI Electrical Instrument Works in Tokio. 4 Jahre später traten die beiden Brüder Mineji und Shiro in das Unternehmen ein. Im Jahr 1952 geht das junge Unternehmen in der HIOKI E.E. Corporation auf. Erster Präsident ist Mineji Hioki und die Kapitalausstattung liegt bei 1,8 Millionen Euro. Im Jahr 1954 beginnt HIOKI mit dem Export von Luftwaffenprüfgeräten in die USA. Im Anschluss nahm das Geschäft eine steile Entwicklung, in dessen Folge mehrere Verkaufsbüros in Japan entstanden. 1984 beginnt der Export nach China, in den Jahren 1998 bis 2000 folgen Unternehmensgründungen und Joint Ventures in den USA, Singapur und Taiwan. Seit 2017 ist HIOKI auch in Europa mit der HIOKI EUROPE GmbH vertreten.
Hauptsitz und Hauptwerk des Unternehmens befinden sich seit 1989 in Ueda (Präfektur Nagano). In dem neu erbauten Standort sind bis heute die Entwicklung und Fertigung fast aller Produkte vereint. An der Tokioter Börse wird HIOKI seit 2002 im Abschnitt 1 gelistet.

## Wichtige Entwicklungen
HIOKI ist ein innovationsgetriebenes Unternehmen mit einem hohen Anteil Ingenieuren. Jährlich fließen etwa 10 Prozent des Umsatzes in die Entwicklung neuer und die Verbesserung etablierter Produkte. Nach der Einführung des Zangenmeters CT-300 mit kontaktloser Messtechnik schon im Jahr 1971, sind Innovationen insbesondere im Bereich kontaktloser Stromsensorik und hochgenauer Messungen in der Leistungselektronik hervorzuheben.
| 1946 | MODEL H CIRCUIT TESTER                                                              |
| 1971 | CLAMP AMMETER CT-300                                                                |
| 1974 | INSULATION RESISTANCE METER IR-305                                                  |
| 1978 | CLAMP-ON POWER HiTESTER 3131 und 3133                                               |
| 1983 | MEMORY HiCORDER 8801                                                                |
| 1986 | AC MILLIOHM HiTESTER (erster Lithium-Ionen Batterietester) IN CIRCUIT HiTESTER 1101 |
| 1996 | BATTERY HiTESTER 3550                                                               |
| 2001 | EARTH HiTESTER                                                                      |
| 2003 | REMOTE MEASUREMENT SYSTEM 2300, CAMERA MODULE EVALUATION SYSTEM 2211                |
| 2007 | SAFETY HiTESTER (weltweit erstes berührungsloses Metallvoltmeter)                   |
| 2014 | VOLTAGE SENSOR PW9020 CLAMP ON POWER LOGGER PW3365                                  |
| 2018 | MEMORY RECORDER MR6000                                                              |
| 2019 | CONTACTLESS CAN/CAN FD SENSOR SP7000                                                |
| 2021 | POWER ANALYZER PW8001                                                               |

## Organisation
Zur HIOKI E.E. Corporation gehören 10 weitere Gesellschaften:
- HIOKI Forest Plaza Corporation
- HIOKI USA CORPORATION
- HIOKI (Shanghai) SALES & TRADING CO., LTD.
- HIOKI SINGAPORE PTE. LTD.
- HIOKI KOREA CO.,LTD.
- HIOKI INDIA PRIVATE LIMITED
- HIOKI EUROPE GmbH
- HIOKI TAIWAN CO.,LTD.
- PT. HIOKI ELECTRIC INSTRUMENT
- HIOKI (Shanghai) TECHNOLOGY DEVELOPMENT CO., LTD.

## HIOKI Innovation Center

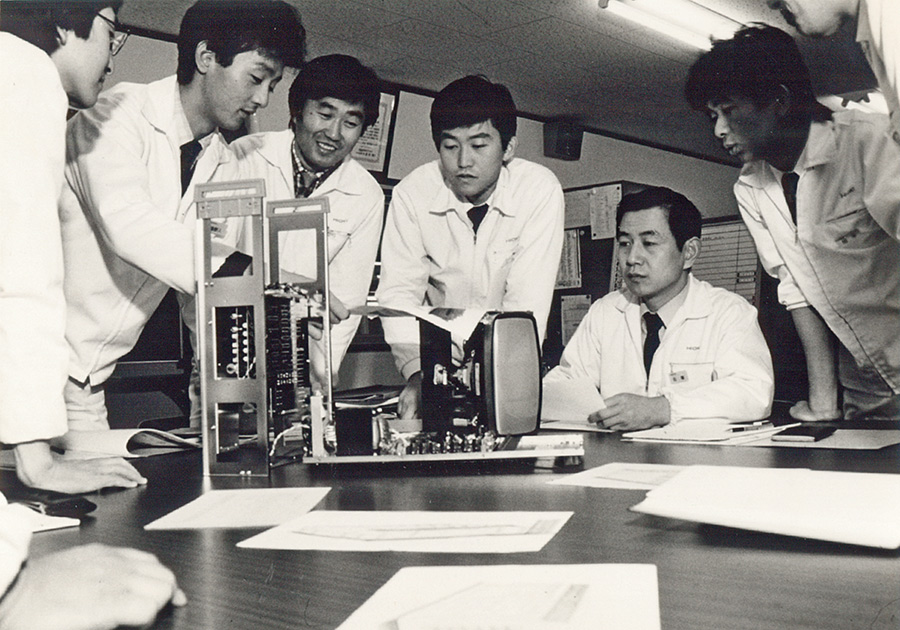
Ingenieurteam aus dem Jahr 1983

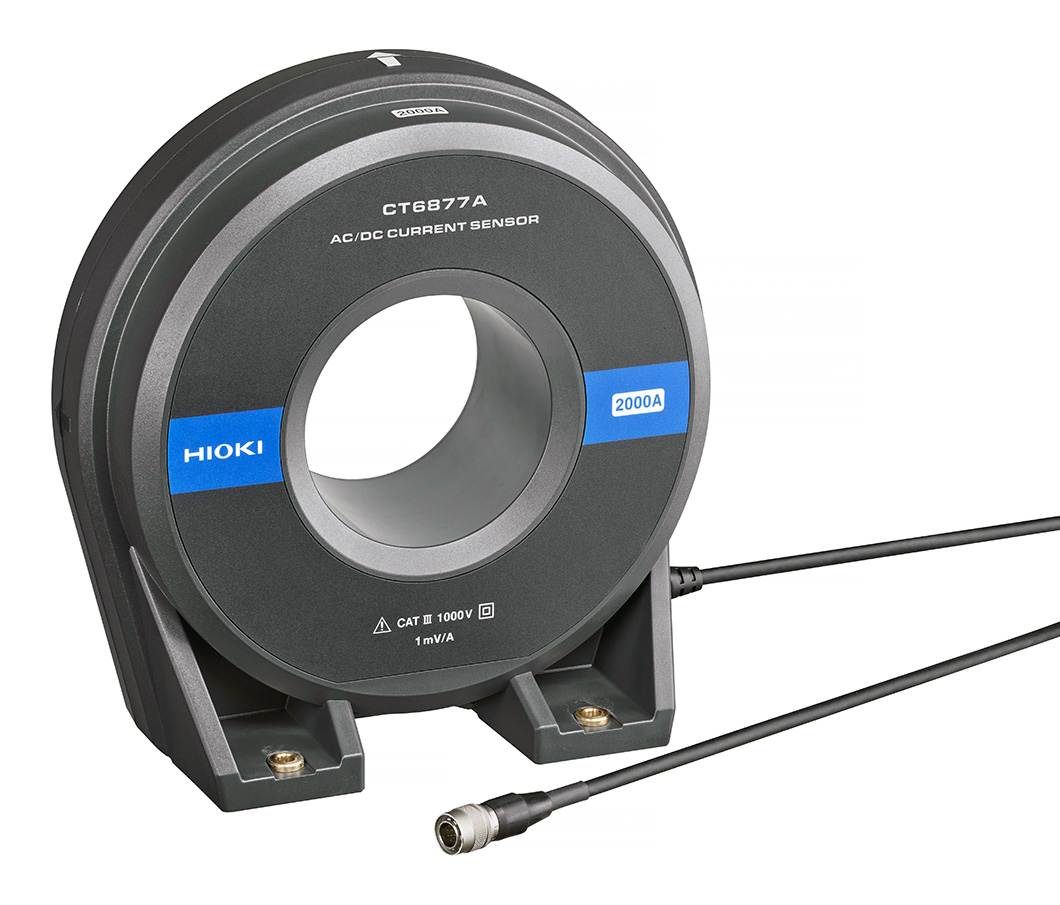
Mit dem Good Design Award 2019 ausgezeichnet: AC-DC-Durchsteckwandler-CT6877

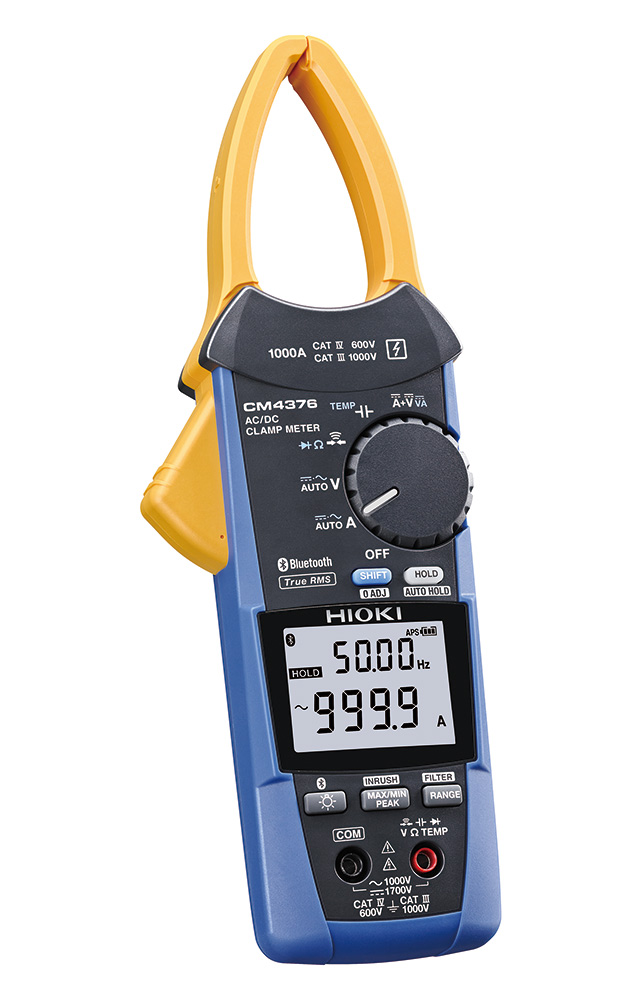
Mit dem Good Design Award 2019 ausgezeichnet: Stromzange CM4376

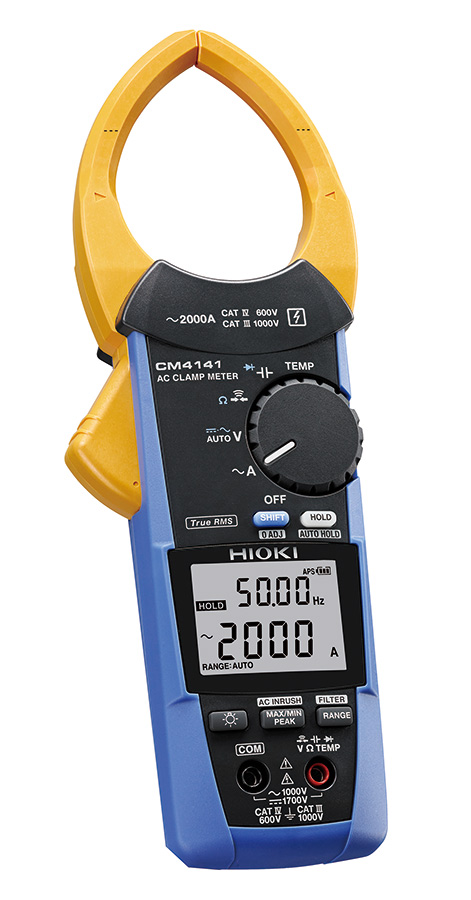
Mit dem Good Design Award 2019 ausgezeichnet: Stromzange CM4141

Als stark ingenieurgetriebenes Unternehmen setzt HIOKI besonders auf die Neu- und Weiterentwicklung von Produkten und Technologien. Rund 10 % des Umsatzes werden jährlich in die Entwicklung neuer und die Optimierung vorhandener Geräte investiert. Das Unternehmen hält über 1.000 Paternte (2020).
Im HIOKI Innovation Center am Firmensitz in Ueda sind Forschung und Entwicklung zentral vereint. In dem dreistöckigen Gebäude arbeiten etwa 400 Ingenieure. Auf etwa 4000 m² befinden sich mehrere Labors und Entwicklungseinrichtungen
- eine EMV-Prüfeinrichtung in Form einer 3-Meter-Absorberkammer mit einem 3-Meter-Drehtisch zur Prüfung großer Produkte mit einem Gewicht von bis zu 3 Tonnen
- Standardräume für die JCSS-Kalibrierung (ISO/IEC 17025) und die allgemeine Kalibrierung. Diese Räume bieten eine konstante Temperatur und Luftfeuchtigkeit und können auch für die Durchführung von Umweltprüfungen bei niedriger Luftfeuchtigkeit von 10 % RH bei 30 °C verwendet werden
- Falltestsystem, Vibrationsprüfsystem für Vibrationstests sowie Fall- und Stoßprüfungen
- Simulationsverfahren zur Validierung der Funktionalität und Leistung mittels Thermofluidanalyse, Analyse elektromagnetischer Felder und Strukturanalyse

3D-Drucker zur Überprüfung von Designkonzepten
Im Gründungsjahr 2016 erhielt das Innovation Center den 29. Nikkei (Förderpreis für ein neues Büro).
2 Abteilungen treiben bei HIOKI die Entwicklungen voran: Einerseits die Forschungs- und Entwicklungsabteilung, der die Entwicklung neuer Basistechnologien obliegt, sowie zum anderen die Engineering Abteilung, die die Entwicklung von Produkten und deren Design verantwortet.
Forschungs- und Entwicklungsabteilung:
Etwa 10 % der HIOKI-Ingenieure gehören dieser Abteilung an und erforschen neue Sensortechnologien, elektrochemische Messtechnologien und Datenanalyse-Technologien. Seit dem Bezug des HIOKI Innovation Centers im Jahr 2015 gelang es, einige proprietäre Elementartechnologien zu entwickeln. Dazu zählen die weltweit erste nichtmetallische Kontaktspannungsmesstechnik, die Hochfrequenzmesstechnik, die Laserlichtmesstechnik und die Sondentechnologie im Mikrometerbereich.
(Hier sollten Patentanmeldungen als Beleg genannt werden)
Engineeringabteilung:
Hier fließen die neuen oder verbesserten Elementartechnologien und die Impulse von Anwendern zusammen. Bei der Entwicklung stehen Aspekte wie Funktionalität und Messqualität sowie die Gerätesicherheit und das Produkt-Design im Vordergrund. Um die Designqualität zu erhöhen und den Designprozess zu beschleunigen, setzt HIOKI in der Entwicklung auf 3D-Technologien und beteiligt Design-Ingenieure bereits ab der ersten Planungsphase am Entwicklungsprozess. Insgesamt 76 HIOKI-Produkte erhielten seit 1985 einen Good Design Award. Die so ausgezeichneten elektronischen Messgeräte zeichnen sich nicht nur durch Formschönheit aus, sie bieten dazu hohe Funktionalität, hohe Gerätesicherheit und guten Bedienkomfort.

## Produktprogramm
Das Produktportfolio von HIOKI umfasst neben Leistungsmessgeräten und Stromsensoren auch Datenlogger / Rekorder, Batterietester, Hochspannungs-Prüfequipment, Präzisions-Widerstandsmessgeräte, LCR Meter, Isolations-Messgeräte, Netzanalysatoren und digitale Multimeter. 3 Produktgruppen gliedern das Sortiment:
- FMI: Zangen-Multimeter, Phasendetektoren, Messfühler
- PMI: Leistungsanalysatoren, Batterie-Tester, Stromsensoren, Memory Recorder, Power Quality Analyzer, Impedanzanalysatoren, Isolationstester, Widerstandsmessgeräte
- ATE: Automatisches Test Equipment (ATE-Systeme) zur Prüfung elektronischer Leiterplatten und Leiterplatten mit eingebetteten aktiven und passiven Geräten (zum Beispiel Qualitätskontrolle elektronischer Leiterplatten in Smartphones, PCs und anderen High-Tech-Produkten)